# Ptychomitrium mamillosum
Ptychomitrium mamillosum là một loài rêu trong họ Ptychomitriaceae. Loài này được S. L. Guo, T. Cao & C. Gao mô tả khoa học đầu tiên năm 2000.